# Amqa
Amqa era un territori, probablement regit per un rei vassall dels egipcis, situat entre Nuhase i Cadeix.
Existia ja al segle xv aC però és esmentat principalment al segle xiv aC quan els hitites el van atacar almenys dues vegades.
- La primera vegada un comandant hitita anomenat Lupakki va fer una campanya a Amqa cap a l'any 1330 aC.
- La segona vegada va ser durant les operacions del setge de Kargamis potser el 1327 aC, quan els atacs egipcis a Cadeix, que havia esdevingut un regne vassall hitita, van suposar la conquesta egípcia d'aquesta ciutat. El rei hitita Subiluliuma I, en resposta als atacs, al començar el setge de Kargamis, va enviar altre cop al general Lupakki i a un general anomenat Tarhuntazalma contra Amqa, i els dos enviats van ocupar la regió retornant amb captius, ramats i ovelles. Els Fets de Subiluliuma, escrits pel seu fill Mursilis II, diuen que per aquesta derrota els egipcis es van espantar, i com que va coincidir amb la mort del faraó Akhenaton, la seva vídua, Dahamunzu, va escriure a Subiluliuma demanant-li un fill seu per casar-se amb ella.[1]